# Estadi Mbombela
L'Estadi Mbombela és un estadi de futbol situat a Nelspruit a Sud-àfrica, que serà una de les seus de la Copa Africana de Nacions, i que fou seu també de la Copa del Món de futbol 2010 i on es disputaren quatre partits de la primera fase. El propietari del camp és el municipi de Mbombela. La seva capacitat total és de 43.500 espectadors i va ésser inaugurat l'any 2009.

## Copa del món de futbol de 2010
Article principal: Copa del Món de futbol 2010
Partits del torneig que es jugaran a l'estadi:
Primera fase
- 16 de juny: Hondures - Xile.
- 20 de juny: Itàlia - Nova Zelanda.
- 23 de juny: Austràlia - Sèrbia.
- 25 de juny: Corea del Nord - Costa d'Ivori.